# Macrobiotus richtersi
Macrobiotus richtersi är en djurart som tillhör fylumet trögkrypare, och som beskrevs av Murray 1911. Macrobiotus richtersi ingår i släktet Macrobiotus och familjen Macrobiotidae. Arten är reproducerande i Sverige. Inga underarter finns listade i Catalogue of Life.